# Caribovia constans
Caribovia constans är en insektsart som beskrevs av Walker 1858. Caribovia constans ingår i släktet Caribovia och familjen dvärgstritar. Inga underarter finns listade i Catalogue of Life.